# Василькиоти, Николай Андреевич
Никола́й Андре́евич Василькио́ти (1904, Симферополь — ?) — деятель НКВД, заместитель начальника УНКВД по Иркутской области, капитан государственной безопасности. Входил в состав особой тройки НКВД СССР.

## Биография
Николай Андреевич Василькиоти родился в 1904 году в Симферополе, в семье ремесленника. В 1919—1921 годах работал учеником на Севастопольском морском заводе. Далее последовала деятельность в органах НКВД.
22 октября 1922 года под его руководством был создан первый пионерский отряд Севастополя, он стал первым в Крыму и насчитывал 17 человек.
В 1921—1930 годы — различные должности в ИНФО, СОЧ, СО Севастопольской ЧК—ОГПУ Крыма.
В 1930—1935 годах — начальник отделения, помощник начальника ОО, СПО ПП ОГПУ по НВК, инспектор руководящего состава ПП ОГПУ—НКВД по Горьковскому краю.
1935—1937 годы — помощник начальника Управления, начальник ТО УНКВД по Кировскому краю.
04.1936 года — присвоено звание капитан государственной безопасности.
23.9.1937-10.12.1938 — заместитель начальника УНКВД по Иркутской области. Этот период отмечен вхождением в состав особой тройки, созданной по приказу НКВД СССР от 30.07.1937 № 00447 и активным участием в сталинских репрессиях.
10.12.1938-26.10.1939 — начальник Локчимского ИТЛ.

## Завершающий этап
Арестован 09.07.1939 года, но приказ на увольнение был оформлен лишь 26.10.1939 года. Дальнейшая судьба Николая Василькиоти неизвестна.